# 暗黒色
暗黒色（あんこくしょく）は、暗黒を表した色で、日本の伝統色である。JIS規格外の色。

## 近似色
- 黒
- 灰色